# Музей паперу
Музей паперу в Дюрен  (нім. Papiermuseum Düren) — художньо-історичний музей в місті Дюрен (земля Північний Рейн-Вестфалія), заснований в 1981 році і відкритий в 1987— з ініціативи профспілкового лідера Пітера Фіховера, який працював в паперовій промисловості міста; один з семи німецьких музеїв, значна частина колекції яких присвячена виробам з паперу; тісно пов'язаний з музеєм Леопольда Хьоша; з початку 1980-х років регулярно проводить міжнародне бієнале паперового мистецтва «PaperArt» , що спеціалізується на творах сучасного мистецтва з паперу та картону. .

## Історія й опис
З виробництвом паперу пов'язана значна частина історії міста Дюрен: інформація про виробництво виявляється тут безперервно з 1576 року і по сьогоднішній день. Всі паперові заводи і фабрики (згодом їх стало 68) розмістилися уздовж річки, чия м'яка вода була особливо важлива для виробничого процесу. Дюрен аж до 1970-х років носив неофіційну назву «міста газет» (Stadt des Papiers) Німеччини. У регіоні також були зосереджені численні субпідрядники, пов'язані з виробництвом (від машинобудівників до навчальних закладів).
Представники паперової промисловості регіону взяли участь у виставці «Папір - історія - виробництво - художній дизайн» (Das Papier - Geschichte - Herstellung - künstlerische Gestaltung), що пройшла в музеї Леопольда Хьоша в 1981 році - в якій, одночасно, взяли участь і художники з цілого ряду країн світу. З ініціативи директора музею Хьоша Доротеї Еймерт (Dorothea Eimert-Brings) в 1984 році в місті був створений союз «Förderverein Düren, Jülich, Euskirchener Papiergeschichte», головою якого став підприємець Генріх Август Шеллер (фабрика «Schoellershammer»). Метою союзу стало створення в Дюрен музею паперу: подібна ідея обговорювалася задовго до 1980-х років і ще в 1939 році було розпочато його створення (в 1944 році недобудовану будівлю було зруйновано). Крім того, перша виставка 1981 року перетворилася на Міжнародну бієнале паперового мистецтва «PaperArt» (з 1986).
З ініціативи профспілкового лідера Пітера Фіховера, 24 вересня 1987 року міська рада Дюрена вирішила створити музей паперу - в будівлі колишнього гаража і заправної станції Теодора Майзенберг (Tankstellen- und Garagenbetrieb Theodor Meisenberg), що розташовувався на вулиці Вальштрассе - безпосередньо за музеєм Леопольда Хеша. В результаті Пітер Фіховер, Альфред Хеш, Доротея Еймерт, Макс Хейдер і дизайнер Герберт Титц заснували перший, як вони самі вважали, музей паперу в Німеччині в повністю відремонтованих залах, в безпосередній близькості від старої міської стіни (Dürener Stadtbefestigung); музей був відкритий для широкої аудиторії в березні 1990 року. У червні 2000 року приміщення музею були оновлені і розширені відповідно до нових вимог до виставкових просторів. Ще одне перепроектування та розширення музею почалося 3 серпня 2016 року — офіційна церемонія відкриття відбулася 9 вересня 2018 року.
Музей паперу в Дюрен представляє як традиційні, так і сучасні (промислові) форми виробництва паперу. Відвідувачем пропонується експозиція про виготовлення папірусу і пергаменту і про роль паперу і картону в повсякденному житті. Музей має у своєму розпорядженні і власні майстерні, де всі бажаючі можуть спробувати себе в ролі автора невеликого твору мистецтва (або предмету побуту) з паперу. Музейна колекція налічує 30 000 листів з водяними знаками, створеними в XVIII і XIX століттях; крім цього представлені і твори сучасного мистецтва, в яких задіяний папір або картон.